# Mac Da Thó
Mac Da Thó – legendarny władca Leinsteru. Historię jego życia opowiada opowieść Scéla Muicce Meicc Da Thó. Posiadał on pięknego psa oraz ogromną świnię. Wielu jego sąsiadów  min. Conchobar Mac Nessa i królowa Medb było zazdrosnych o te zwierzęta i każde marzyło, aby mieć je na własność. Mac Da Thó obiecał obojgu, że podaruje im psa, świnię zaś zabił, aby wyprawić wielką ucztę z tej okazji. W końcu wywiązała się kłótnia pomiędzy królem Ulsteru, a ludźmi z Connachty kto ma otrzymać tak cenny dar. Ostatecznie pies pobiegł za rydwanem Conchobara wybierając w ten sposób nowego właściciela. Król nie cieszył się zbyt długo swoim nowym nabytkiem, gdyż pies jeszcze w drodze został zabity przez nieuważnego woźnicę.